# Céline e Julie vanno in barca
Céline e Julie vanno in barca (Céline et Julie vont en bateau: Phantom Ladies Over Paris) è un film del 1974 diretto da Jacques Rivette.
La pellicola vinse il Premio speciale della giuria al Festival di Locarno nel 1974.
È stato presentato nella Quinzaine des Réalisateurs al Festival di Cannes 1974.

## Trama
Parigi: Julie, seduta su una panchina in un parco pubblico, si alterna nella lettura di un volume di magia e nell'osservare l'ameno ambiente circostante. All'improvviso, davanti ai suoi occhi, passa in tutta fretta una ragazza che non si accorge di aver perso gli occhiali; Julie la richiama invano e decide così di inseguirla per renderle la cosa che ha perduto. Ha inizio un lungo inseguimento per le vie di Parigi e dopo averla rincorsa inutilmente per molte ore, Julie riesce finalmente ad incontrarla soltanto la mattina dopo, in un bar.
Questo incontro sancisce l'inizio dell'amicizia tra Julie e Céline, l'inseguita: la prima lavora in una biblioteca, la seconda è una prestigiatrice che si esibisce in un locale notturno; entrambe sono delle sognatrici e cominciano a raccontarsi a vicenda delle loro esperienze passate, alternando ricordi veri a sogni, divagazioni ed evasioni dalla realtà. Dato il grande affiatamento che c'è tra di loro, Céline si trasferisce a casa di Julie; presto il fascino dei loro racconti coinvolgerà le ragazze a tal punto da finire per essere catapultate in una realtà parallela, in cui le due protagoniste si troveranno, loro malgrado, coinvolte in un drammatico e grottesco scenario familiare con al centro la morte di una bambina. Cèline e Julie tenteranno di fare luce sull'accaduto, in un continuo alternarsi di vicende reali ed immaginarie.

## Personaggi

### Realtà
- Céline e Julie: le due protagoniste del film, la prima prestigiatrice, la seconda bibliotecaria; i loro racconti finiranno col portare le ragazze col vivere un'esperienza al di fuori della realtà.

### Mondo parallelo
- Olivier, vedovo, padre della piccola Madlyn e conteso da Camille e Sophie
- Camille, amante di Olivier
- Sophie, cognata di Olivier
- Madlyn, figlia di Olivier; Celine e Julie tenteranno di salvarla dalla morte

## Produzione
Risulta evidente come il regista si sia ispirato, nella realizzazione del film, a Le avventure di Alice nel Paese delle Meraviglie di Lewis Carroll; come nel libro Alice inseguiva il Coniglio Bianco per poi ritrovarsi nel Paese delle Meraviglie, Julie insegue per le strade di Parigi la misteriosa Céline, la raggiunge e, insieme a lei, finisce con l'intraprendere un viaggio in un mondo parallelo. Nel libro, Alice è una bambina curiosa che, spinta dall'universo misterioso in cui si è venuta a trovare, non può fare a meno di proseguire nel suo cammino, anche a costo di trovarsi nei guai; in maniera simile si comportano Céline e Julie, invischiate in questa realtà parallela e desiderose di vedere come va a finire. Altro importante riferimento letterario è The Romance of Certain Old Clothes di Henry James, da cui Rivette ha preso spunto per la messa in scena dell'allucinante realtà parallela, in cui un padre, in contrasto con la cognata ed un'altra donna, ha a che fare con la misteriosa morte della figlia.
Originariamente Rivette valutò l'ipotesi di realizzare gran parte del film basandosi sull'improvvisazione delle attrici, ma ci ripensò e decise di girare con una sceneggiatura vera e propria. Allo script hanno collaborato le attrici Juliet Berto, Dominique Labourier, Bulle Ogier e Marie-France Pisier (scrivendo parte dei dialoghi che ognuna di loro doveva recitare), e alla fine una sola scena è stata improvvisata, quella in cui Céline racconta ad alcuni conoscenti della sua (finta) amicizia con una ricca americana.
Il film è stato girato a Parigi; i primi 9 minuti del film (in cui non si sente alcuna parola di dialogo) sono stati girati nel quartiere di Montmartre.

## Accoglienza

### Critica
- Il film è stato inserito tra i migliori dieci film a tematica omosessuale di tutti i tempi (al settimo posto) dal quotidiano Independent.[3][5]
- Il film ha ottenuto il 95% di consensi positivi sul sito Rotten Tomatoes, con una media di 7.8[6]